# Gigli Ndefe
Gigli Ndefe (Weert, 2 maart 1994) is een Nederlands-Angolees voetballer die als verdediger speelt.

## Loopbaan
De familie van Ndefe verhuisde toen hij acht was naar België. Op elfjarige leeftijd kwam hij in de jeugdopleiding van Eendracht Aalst waar hij in het seizoen 2010/11 debuteerde. In het seizoen 2013/14 speelde hij op huurbasis voor FC Oss. Sinds medio 2015 staat hij onder contract bij RKC Waalwijk. Met RKC promoveerde hij in 2019 naar de Eredivisie. Ndefe maakte medio 2019 echter de overstap naar MFK Karviná in Tsjechië. Daar maakte hij op 21 september 2019 tegen 1. FK Příbram het eerste competitiedoelpunt van zijn carrière. In januari 2021 ging hij naar FC Baník Ostrava.